# 平貞弘
平 貞弘（たいら の さだひろ）は、平安時代後期の武将。

## 経歴
平正済の子。寛治2年（1088年）左衛門少尉と見え、同5年検非違使、院武者所として供奉する。永長2年（1097年）従五位下へ昇叙され、嘉承元年（1106年）下野守に任じた。

## 系譜
- 父：平正済
- 母：源頼義娘
- 妻：不詳
  - 男子：平正弘
  - 男子：平雅弘
  - 男子：平実弘
  - 男子：平重弘